# 16 Pułk Czołgów Średnich
16 Dnowsko-Łużycki Pułk Czołgów Średnich (16 pcz) – oddział wojsk pancernych ludowego Wojska Polskiego.

## Formowanie i zmiany organizacyjne
30 września 1967 roku 9 pułk czołgów średnich stacjonujący w garnizonie Słupsk został przemianowany na 16 Dnowsko-Łużycki pułk czołgów średnich oraz przejął dziedzictwo tradycji 16 Dnowsko-Łużyckiej Brygady Pancernej.
Jednostka wchodziła w skład 8 Drezdeńskiej Dywizji Zmechanizowanej. W latach 80. XX wieku na uzbrojeniu pułku znajdowały się czołgi T-55.
W 1989 roku 16 pcz został przeformowany w 16 pułk zmechanizowany.

## Żołnierze pułku
Dowódcy pułku
- płk dypl. Sylwester Strąk
- ppłk dypl. Poliński